# Oei Tiong Ham
Oei Tiong Ham (chinesisch 黄仲涵, Pinyin Huáng Zhònghán; * 1866 in Semarang; † 1924 in Singapur) war Gründer des ersten  südostasiatischen multinationalen Konglomerats und reichster Mann Südostasiens. Er war Anführer der chinesischen Gemeinschaft Semarangs und wurde auch der Zuckerkönig Asiens genannt.

## Leben
Oei Tiong Ham wurde 1866 in Semarang, Jawa Tengah (Indonesien) als zweites von acht Kindern der Familie geboren. Er stammt aus Tongan in Fujian,  China.
Er ging zu einer privaten chinesischen Schule und lernte schon als Kind alleine Malaiisch. 
Sein Vater Oei Tjie-sien (黄志信, Huáng Zhìxìn) schuf die Grundlage für das Imperium Oei Tiong Hams. Er handelte in Semarang mit Weihrauch und Gambir. 1863 gründete er Kian-gwan Kongsi (建源公司, Jianyuan Gongsi). 

## Leistungen
Oei Tiong Ham wurde zunächst vor allem mit dem Export von landwirtschaftlichen Erzeugnissen und dem Opiumhandel reich. Um die Jahrhundertwende wurde er der reichste Mann Südostasiens. Sein Unternehmen hatte Niederlassungen in Bangkok, Kalkutta, Singapur, Hongkong, Shanghai, London und New York. Zu seinem Konglomerat gehörten auch Grundstücke und Fabriken auf Java, eine Bank, ein Broker in London und eine in Singapur registrierte Flotte. 
Oei legte Wert auf gute Kontakte zu den  niederländischen Kolonialherren und war der erste Auslandschinese, der einen westlichen Anzug trug. 
Als er 1924 plötzlich an einem Herzinfarkt starb, hinterließ er ein Vermögen von 200 Millionen niederländischen Gulden.
| Personendaten    | Personendaten                                                            |
| ---------------- | ------------------------------------------------------------------------ |
| NAME             | Oei Tiong Ham                                                            |
| ALTERNATIVNAMEN  | Huáng Zhònghán                                                           |
| KURZBESCHREIBUNG | indonesischer Unternehmer und zu seiner Zeit reichster Mann Südostasiens |
| GEBURTSDATUM     | 1866                                                                     |
| GEBURTSORT       | Semarang                                                                 |
| STERBEDATUM      | 1924                                                                     |
| STERBEORT        | Singapur                                                                 |